# VEM Gruppe
Die VEM Gruppe ist ein Zusammenschluss von Elektromaschinenherstellern, bestehend aus den Werken VEM Sachsenwerk GmbH, Dresden; VEM motors GmbH, Wernigerode; VEM motors Thurm GmbH, Zwickau, sowie VEM transresch GmbH, Dresden. Zur vormaligen VEM Holding gehörte weiterhin bis 2017 der Gusserzeugnisproduzent Keulahütte in Krauschwitz.

## Geschichte
Gegründet wurde die VEM Holding 1997 von der Blaubeurener Unternehmerfamilie Adolf Merckle nach dem Kauf der fünf Werke aus dem Verbund der Horst Plaschna GmbH & Co. Beteiligungs-, Sanierungs- und Verkaufs KG. Im Jahr 2017 folgte ein Eigentümerwechsel an einen chinesischen Familieninvestor, bei dem es sich um die SEC Electric Machinery handelt.
Die VEM Gruppe unterhielt in Tambach-Dietharz ein Ferienzentrum.
Die Marke VEM entstand zu DDR-Zeiten als gemeinsame Marke der Betriebe des Elektromaschinenbaus. Hauptsächlich wurde die Marke durch Betriebe in der VVB Elektromaschinen – beziehungsweise später dem Kombinat Elektromaschinenbau – genutzt, aber auch durch andere Betriebe mit elektrotechnischen Erzeugnissen.

## Werke

### VEM Sachsenwerk GmbH, Dresden
Das Sachsenwerk ist Hersteller von Mittel- und Hochspannungsmaschinen und Antriebslösungen. Neben Großmaschinen für den Industriebereich machen Schiffs- und Fahrmotoren sowie Windkraftgeneratoren einen bedeutenden Teil der Produktion aus.
Es beschäftigt rund 600 Mitarbeiter.

### VEM motors GmbH
VEM motors GmbH mit Sitz in Wernigerode entwickelt und produziert Drehstrom-Niederspannungsmotoren im Leistungsbereich 5,5 kW bis 1200 kW. Ein Schwerpunkt liegt auf Energiesparmotoren der Wirkungsgradklassen IE2 und IE3. Die Erzeugnisse werden als Spezial- und Sondermotoren entwickelt und hergestellt. Im Unternehmen sind etwa 500 Mitarbeiter beschäftigt.

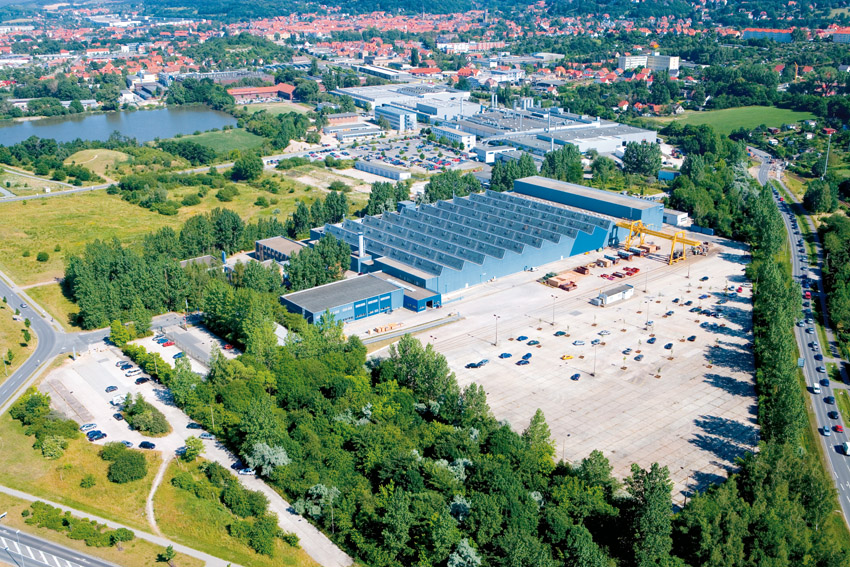
VEM motors GmbH, Wernigerode

#### Geschichte
Die Firma Elektromotorenwerk Wernigerode begann nach ihrer Gründung im Januar 1947 mit der Fertigung von Elektromotoren. Das Werk entstand auf dem Gelände der Rautal-Werke, die ab 1938 Aluminium-Gussteile für die Flugzeugindustrie geliefert hatten und nach 1945 demontiert worden waren.
In den 1970er Jahren wurden die Produktionskapazitäten stark erweitert. 1989 fertigten 3.260 Beschäftigte auf einer Gesamtfläche von 58.000 Quadratmetern 350.000 Motoren im Jahr. 1997 erfolgte die Privatisierung durch die Blaubeurer Unternehmerfamilie Adolf Merckle. Das Unternehmen zählt zu den Produzenten von Niederspannungsmotoren in Deutschland und Europa. Der Exportanteil beträgt rund 40 %. Die Motoren werden direkt oder indirekt in 86 Länder der Welt verkauft. Dafür unterhält VEM motors Wernigerode ein Vertriebsnetzwerk, unter anderem mit Vertriebsgesellschaften in Österreich, Großbritannien, Finnland, Singapur und Schweden.

#### Produkte
Drehstrom-Niederspannungsmotoren im Leistungsbereich 5,5 kW bis 355 kW, Energiesparmotoren in den Wirkungsgradklassen IE2 und IE3, Transnormmotoren bis 1000 kW, Rollgangmotoren von 1,8 kW bis 500 kW, explosionsgeschützte Drehstrommotoren in allen Zündschutzarten im Leistungsbereich von 0,12 kW bis 630 kW. Ein Schwerpunkt liegt auf der Entwicklung und Fertigung von energieeffizienten Motoren in den Klassen IE2 und IE3.

### VEM motors Thurm, Zwickau

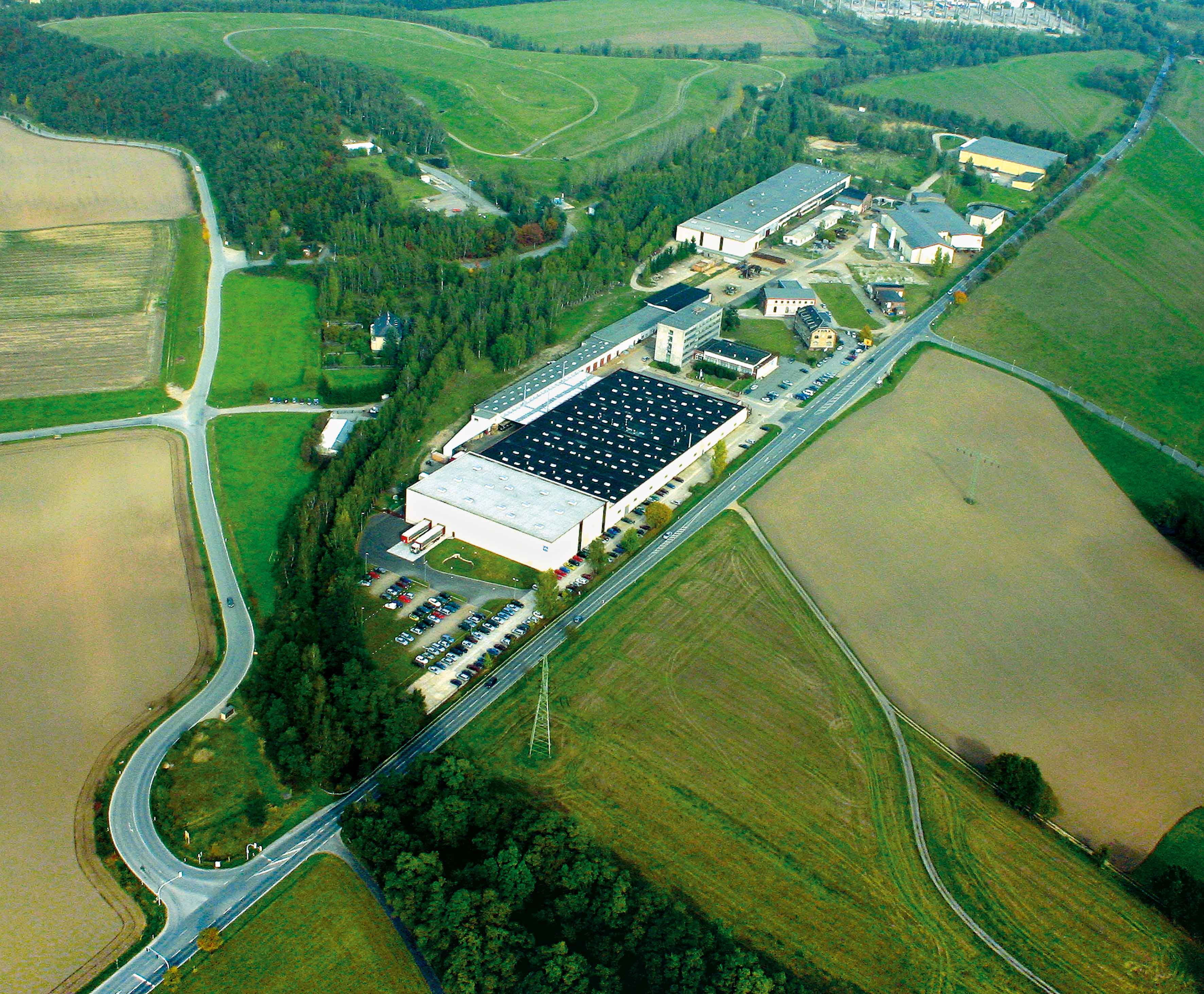
VEM motors Thurm GmbH, Zwickau

VEM motors Thurm GmbH mit Sitz in Zwickau produziert Niederspannungsmaschinen im Leistungsbereich 0,06 kW bis 7,5 kW. Die Erzeugnisse werden als Spezialantriebe und Normmotoren entwickelt und hergestellt. Rund 300 Mitarbeiter sind im Unternehmen beschäftigt.

#### Geschichte
Die Brüder Kurt und Alfred Stephan gründeten im März 1908 in Thurm nahe Zwickau eine Elektrowerkstatt. 1908 entwickelt sich daraus die „K. & A. Stephan GmbH Thurm“. In den 1930er Jahren wurden Gleich-, Wechsel- und Drehstrommotoren, u. a. für Pumpen und Webstühle, sowie Gebläse, Werkzeugmaschinen, Getriebemotoren, Spezialmotoren für Industrie, Handwerk und Haushalt gefertigt. Nach Ende des Zweiten Weltkrieges enteignete und demontierte die Sowjetische Militäradministration das Werk. Ab 1947 wurden in Thurm wieder Motoren hergestellt. Da sich der ursprüngliche Standort zunehmend als zu klein erwies, wurde die Produktion neben einem Getriebemotorenwerk in Schneeberg 1967 mit dem heutigen Standort am Stadtrand von Zwickau erweitert. 1997 erfolgte die Privatisierung durch die Blaubeurer Unternehmerfamilie Adolf Merckle. Entwicklungsaufgaben sowie Investitionen in Produktionsstätten und Ausrüstungen werden mit VEM motors Wernigerode abgestimmt. Der Vertrieb für die Produkte beider Werke erfolgt gemeinsam. Am 26. März 2020 wurde die Verschmelzung in die VEM motors Wernigerode wirksam.

#### Produkte
VEM motors Thurm, Zwickau liefert Antriebslösungen für alle Industriebranchen, vor allem Drehstrom-Asynchronmotoren im Leistungsbereich 0,06 bis 7,5 kW. Die Erzeugnisse werden vorrangig als Spezialantriebe, aber auch als Normmotoren entwickelt und produziert.

### VEM transresch GmbH
VEM transresch GmbH mit Sitz in Dresden produziert Stromrichter und elektrische Antriebssysteme für Industrieanwendungen. Die Firma wurde 2011 von VEM übernommen. Ursprünglich in Berlin ansässig, erfolgte 2016 der Umzug nach Dresden um Synergien mit dem Sachsenwerk besser nutzen zu können.

#### Geschichte
Die Firma ist aus einem 1945 als Gleichrichterbüro in Berlin-Schöneweide gegründeten Unternehmen hervorgegangen. Das Büro wurde 1948 ins EAW Treptow, dem späteren Kombinat Elektroprojekt und Anlagenbau (EAB), eingegliedert. 1990 ging der VEM EAB als Elpro AG in Treuhandeigentum über und wurde 1992 als Elpro AG privatisiert. 1997 erfolgte die Übernahme des Geschäftsbereiches Stromrichter und Antriebe durch die Lloyd Dynamowerke Bremen (LDB). 1999 gründete sich aus dem Geschäftsbereich die selbstständige Gesellschaft transresch Antriebssysteme Berlin GmbH (MBO). Seit 2011 gehört sie zur VEM-Firmengruppe.
VEM transresch produziert geregelte Antriebssysteme für Elektroantriebe, seit 1984 als Drehstromantriebe für Standard-Asynchronmotoren u. a. für Pumpen, Zentrifugen, Textilmaschinen und Walzwerke. 1964 wurde das Warenzeichen „transresch“ angemeldet. Es steht für transistorisierte Regelschaltungen.

#### Produkte
VEM transresch GmbH liefert elektrische Antriebssysteme für Gleich- und Drehstromanlagen und entwickelt Automatisierungslösungen für die Industrie. Die Thyristorstromrichter, Frequenzumrichter, Untersynchronen Stromrichterkaskaden und Erregereinrichtungen für Motoren in Nieder- und Mittelspannung im Leistungsbereich von 10 kW bis 25 MW werden weltweit eingesetzt.

### Keulahütte GmbH
Die bis 2017 zum Unternehmensverbund gehörende Keulahütte GmbH Krauschwitz ist eine Gießerei mit über 500-jähriger Geschichte. Der Betrieb hat sich auf Druckrohrformstücke, Armaturen, Hydranten sowie Kunden- und Erzeugnisse des Architekturgusses spezialisiert. Nach der Übernahme der VEM Holding 1997 durch die Merckle Unternehmensgruppe erhielt deren Gründer Adolf Merckle 2006 in Würdigung seiner Leistungen für den Erhalt der Keulahütte und der damit verbundenen Arbeitsplätze die Ehrenbürgerwürde der Gemeinde Krauschwitz.
Anfang 2018 wurde die Keulahütte GmbH an die KHK Casting AG mit Sitz in Zug (Schweiz) verkauft. Der Krauschwitzer Betrieb soll operativ in die „von Roll hydro Gruppe“ integriert werden und sich in den Bereichen Infrastrukturguss für Wasser- und Gasversorgungen sowie Industrieguss weiterentwickeln.